# Antonio Pacchioni
Antonio Pacchioni (* 24. Juni 1664 in Reggio nell’Emilia; † 5. November 1726 in Rom) war ein italienischer Mediziner und Anatom.

## Leben
Antonio Pacchioni studierte Medizin und Philosophie, war Schüler von Antonio Vallisneri und Marcello Malpighi und wurde nach seiner Promotion zunächst Arzt in Rom und 1693 bis 1699 Physicus in Tivoli. Anschließend lehrte er in Rom und wurde 1705 erster Arzt am Krankenhaus zum Lateran in Rom. Pacchioni war mit dem Mediziner Giovanni Maria Lancisi befreundet, mit dem er einige Veröffentlichungen gemeinsam erarbeitete bzw. ihn bei dessen Veröffentlichungen unterstützte.
Pacchioni war Mitglied des Istituto delle Scienze di Bologna, der Accademia dei Fisiocritici zu Siena sowie der Accademia dell’Arcadia. Am 18. März 1703 wurde Anton Pacchioni mit dem akademischen Beinamen Pelops unter der Matrikel-Nr. 254 als Mitglied in die Leopoldina aufgenommen.
Nach Antonio Pacchioni sind die Pacchionischen Granulationen, warzenartige Auswüchse auf der Hirnhaut, benannt, die er selbst 1705 erstmals beschrieben hat.

## Schriften
- De durae matris fabrica et usu disquisito anatomica. Rom 1701 (Digitalisat)
- Dissertatio epistolaris de glandulis conglobatis durae Meningis humanae, indeque ortis lymphaticis ad piam Meningem productis. Rom 1705 (Digitalisat)
- Durae meningis detecta nuperrime fabrica et usus etc. Epistola ad Fantonum. Rom 1712
- Diss. phys.-anat. de durae meninge humana, novis experimentis. Rom 1721